# كونتري كلوب (ميزوري)
كونتري كلوب (بالإنجليزية: Country Club, Missouri)‏ هي منطقة سكنية تقع في الولايات المتحدة في مقاطعة أندرو، ميزوري. يقدر عدد سكانها بـ 2,449 نسمة ومساحتها 10.20 كم2 وترتفع عن سطح البحر 325 متر.

## التركيبة السكانية
قام مكتب تعداد الولايات المتحدة بتحديد بيانات التركيبة السكانية لكونتري كلوب في تعداد الولايات المتحدة. في ما يلي، التركيبة السكانية حسب تعدادي 2000 و2010.

### تعداد عام 2000
بلغ عدد سكان كونتري كلوب 1,846 نسمة بحسب تعداد عام 2000، وبلغ عدد الأسر 684 أسرة وعدد العائلات 521 عائلة مقيمة في القرية. في حين سجلت الكثافة السكانية 1,580.3 نسمة لكل ميل مربع (610.2/كم2). وبلغ عدد الوحدات السكنية 703 وحدة بمتوسط كثافة قدره 601.8 نسمة لكل ميل مربع (232.4/كم2).
وتوزع التركيب العرقي للقرية بنسبة 97.18% من البيض و 0.16% من الأمريكيين الأصليين و 0.27% من الأمريكيين ذوي الأصول الآسيوية و 1.73% من الأمريكيين الأفارقة و 0.27% من عرقين مختلطين أو أكثر.
بلغ عدد الأسر 684 أسرة كانت نسبة 38.7% منها لديها أطفال تحت سن الثامنة عشر تعيش معهم، وبلغت نسبة الأزواج القاطنين مع بعضهم البعض 63.7% من أصل المجموع الكلي للأسر، ونسبة 8.9% من الأسر كان لديها معيلات من الإناث دون وجود شريك، وكانت نسبة 23.7% من غير العائلات. تألفت نسبة 18.9% من أصل جميع الأسر من أفراد ونسبة 6.9% كانوا يعيش معهم شخص وحيد يبلغ من العمر 65 عاماً فما فوق. وبلغ متوسط حجم الأسرة المعيشية 3.08، أما متوسط حجم العائلات فبلغ 2.70.
بلغ العمر الوسطي للسكان 35 عاماً. وكانت نسبة 27.7% من القاطنين تحت سن الثامنة عشر، وكانت نسبة 8.8% بين الثامنة عشر والأربعة وعشرون عاماً، ونسبة 29.5% كانت واقعةً في الفئة العمرية ما بين الخامسة والعشرون حتى والأربعة وأربعون عاماً، ونسبة 23.6% كانت ما بين الخامسة والأربعون حتى الرابعة والستون، ونسبة 10.3% كانت ضمن فئة الخامسة والستون عاماً فما فوق. يوجد لكل 100 أنثى 95.8 ذكر، ويوجد لكل 100 أنثى في الثامنة عشر من عمرها فما فوق 94.5 ذكر.
بلغ متوسط دخل الأسرة في القرية 45,987 دولار، أما متوسط دخل العائلة فبلغ 50,789 دولار. وكان متوسط دخل الذكور 35,326 دولار مقابل 23,182 دولار للإناث. وسجل دخل الفرد الخاص بالقرية 19,871 دولار. وكانت نسبة 2.9% من العائلات ونسبة 3.1% من السكان تحت خط الفقر، وكان من هؤلاء نسبة 2.8% تحت سن الثامنة عشر ونسبة 1.1% في الخامسة والستين من العمر وما فوق.

### تعداد عام 2010
بلغ عدد سكان كونتري كلوب 2,449 نسمة بحسب تعداد عام 2010، وبلغ عدد الأسر 960 أسرة وعدد العائلات 721 عائلة مقيمة في القرية. في حين سجلت الكثافة السكانية 626.3 نسمة لكل ميل مربع (241.8/كم2). وبلغ عدد الوحدات السكنية 1,012 وحدة بمتوسط كثافة قدره 258.8 لكل ميل مربع (99.9/كم2).
وتوزع التركيب العرقي للقرية بنسبة 95.1% من البيض و 0.5% من الأمريكيين الأصليين و 0.6% من الأمريكيين ذوي الأصول الآسيوية و 1.6% من الأمريكيين الأفارقة و 1.7% من عرقين مختلطين أو أكثر.
بلغ عدد الأسر 960 أسرة كانت نسبة 31.6% منها لديها أطفال تحت سن الثامنة عشر تعيش معهم، وبلغت نسبة الأزواج القاطنين مع بعضهم البعض 61.4% من أصل المجموع الكلي للأسر، ونسبة 9.0% من الأسر كان لديها معيلات من الإناث دون وجود شريك، بينما كانت نسبة 4.8% من الأسر لديها معيلون من الذكور دون وجود شريكة وكانت نسبة 24.9% من غير العائلات. تألفت نسبة 19.0% من أصل جميع الأسر من أفراد ونسبة 7.3% كانوا يعيش معهم شخص وحيد يبلغ من العمر 65 عاماً فما فوق. وبلغ متوسط حجم الأسرة المعيشية 2.89، أما متوسط حجم العائلات فبلغ 2.55.
بلغ العمر الوسطي للسكان 39.6 عاماً. وكانت نسبة 22.3% من القاطنين تحت سن الثامنة عشر، وكانت نسبة 9.4% بين الثامنة عشر والأربعة وعشرون عاماً، ونسبة 24.7% كانت واقعةً في الفئة العمرية ما بين الخامسة والعشرون حتى والأربعة وأربعون عاماً، ونسبة 29.8% كانت ما بين الخامسة والأربعون حتى الرابعة والستون، ونسبة 13.8% كانت ضمن فئة الخامسة والستون عاماً فما فوق. وتوزع التركيب الجنسي للسكان بنسبة 48.9% ذكور و51.1% إناث.